# Servizio Ausiliario Femminile

SAF

Servizio Ausiliario Femminile (SAF) utgjorde den kvinnliga frivilliga militäravdelningen inom Salòrepublikens militära styrkor. De bidrog inte med militära uppgifter utan främst med sjukvård och enklare administrativa uppgifter som sekreterartjänster. 